# Johann Müller (Goldschmied)
Johann Müller, auch Johann Miller (* um 1420/1425 in Augsburg; † um 1498/1509 ebenda) war ein Goldschmied aus Augsburg.
Müller war ab 1465 Pfleger des Hirnschen Seelgeräts und ab 1476 Mitglied der Münzerhausgenossenschaft. Nach seiner Heirat war er ab 1446 selbständig und versteuerte schon zu dieser Zeit ein Vermögen von 420 fl., das bis 1472 auf 900 fl. anstieg. Müller zählte in den 1470er Jahren zu den reichsten Augsburger Goldschmieden. Von 1454 bis 1484 war er im Besitz eines Hauses an der „unteren Metzg“ (Waldburgisches Lehen). Er schuf 1470 eine Silbermonstranz für St. Moritz und das älteste nachgewiesene Goldschmiedewerk der Spätgotik in Augsburg. Ab 1480 nahm sein Vermögen stetig ab. Mehrere seiner Nachkommen waren ebenfalls Goldschmiede. Sein Sohn Matthäus († 1492/94) starb jedoch noch vor ihm.